# Юлія Старша
Юлія Старша (лат. Iulia maior vel Iulia Caesaris (filia), 39 до н. е. — 14 н. е.) — дочка Октавіана Августа та Скрибонії, дружина римського імператора Тиберія.

## Біографія

### Молоді роки
Походила з патриціанського роду Юліїв. Донька Октавіана, згодом імператора, та Скрибонії. У день її народження батько направив матері розлучення, бажаючи одружитися з Лівією Друзіллою. Юлія була передана на виховання Лівії, у якої навчалася всіх наук, необхідних для справжньої римської аристократки. Її навчали навіть прядіння вовни та в'язання, оскільки батько бажав, щоб Юлія була прикладом для інших римлянок. Дочка імператора цікавилась також літературою та предметами мистецтва.
Октавіан контролював кожний крок дочки, самостійно відбирав учителів для неї. Уже тоді, за писемними джерелами, Юлія проявляла свій характер. Так, збереглась цитата Октавіана: «У мене є дві норовливі дочки — Римський народ та Юлія».
У 37 до н. е. з метою зміцнення політичного союзу поміж Октавіаном і Марком Антонієм мала бути заручена зі старшим сином Марком Антонієм Антіллом, проте цей шлюб не відбувся. 1 серпня 30 до н. е. Антоній наклав на себе руки, а його батькові відрізали голову солдати за наказом Октавіана
У 35 до н. е. планувалися нові заручини з гетським царем Котізоном. Проте він убитий в кінці 30-х років першого століття до н. е.

## Шлюби

### Перший шлюб
У 25 до н. е., у віці 14 років, Юлія вийшла заміж за свого двоюрідного брата Марка Клавдія Марцелла, який вважався ймовірним спадкоємцем Августа. Імператора на весіллі не було — він воював в Іспанії. Весіллям керував добрий друг Августа — Марк Віпсаній Агріппа. На честь цієї події на гроші Октавіана були організовані великі ігри. Втім, у 23 до н. е. Марцелл несподівано помер.

### Другий шлюб

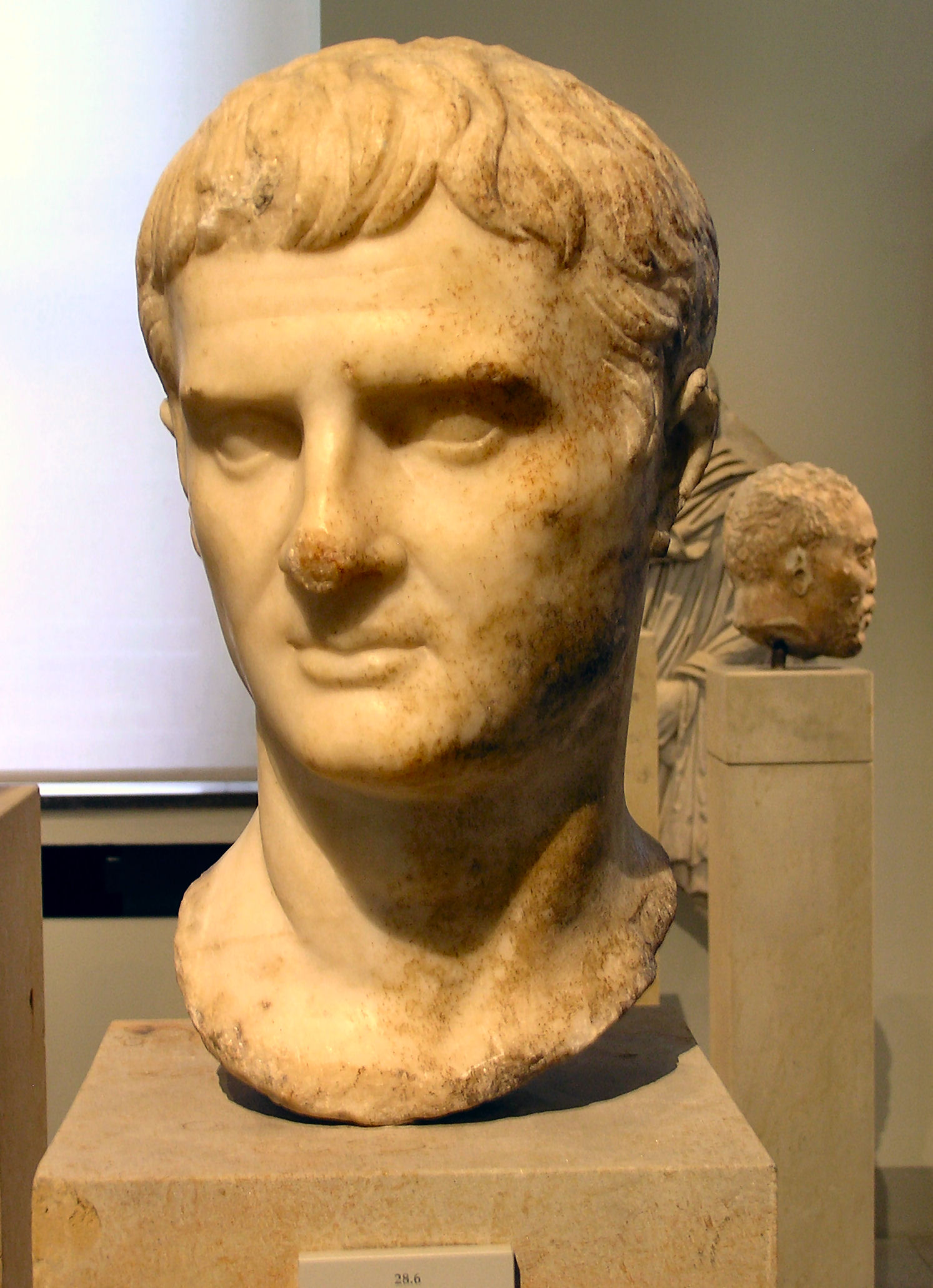
Марк Віпсаній Агріппа

Серед наступних претендентів на руку Юлії Август розглядав свого близького друга, римського вершника Гая Прокулея, однак віддав перевагу іншому своєму другові Марку Віпсанію Агріппі. Шлюб Юлії, що була молодша за свого майбутнього чоловіка на 25 років, з Агріппою був укладений у 21 році до н. е.
Такий шлюб не припускав ніяких почуттів між молодятами, зате робив Агриппу другою людиною в державі, спадкоємцем влади Августа. Повзли чутки, що Юлія не вірна своєму чоловікові. Тацит стверджує, що постійним коханцем Юлії був Семпроній Гракх. Светоній згадує плітки про зв'язок Юлії з Тиберієм.
Попри свою подружню невірність, Юлія всюди супроводжувала свого чоловіка. У 16 році до н. е., всупереч звичаям, Юлія супроводжувала чоловіка в його поїздці на Схід, де їй були надані численні почесті. На початку 14 року до н. е. відвідала м. Іліон та по дорозі попала в серйозну небезпеку через розлив ріки Скамандр. За це Агріппа наклав на місто Іліон штраф у 100 тисяч драхм.
Юлія народила від Агріппи п'ятьох дітей: Гая Юлія Цезаря Віпсаніан (20 рік до н. е.); Віпсанія Юлію Агрипіну, частіше згадується як Юлія Молодша (19 рік до н. е.); Луція Юлія Цезаря Віпсаніан (17 рік до н. е.); Віпсанія Агрипіну, часто згадувану як Агрипіна Старша (14 рік до н. е.) І Марка Віпсанія Агріппу Постума (12 рік до н. е.)
У 13 році до н. е. Юлія та Агріппа повернулися до Риму. У березні 12 року до н. е. Агріппа помер. Перебуваючи у шлюбі з Агріппою, Юлія вже мала одного коханця — Семпронія Гракха. Надалі їх кількість стала збільшуватися.

### Третій шлюб

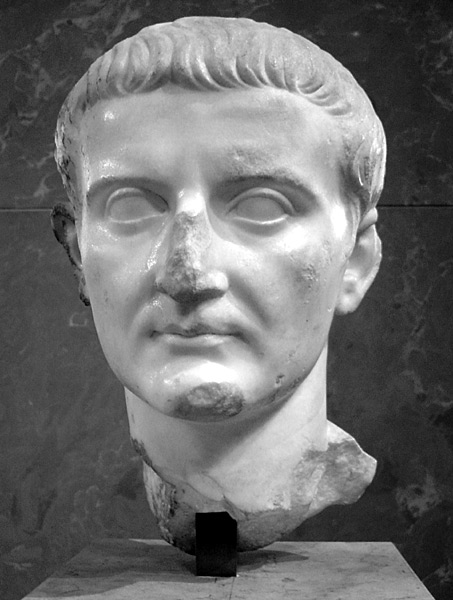
Тиберій — другий римський ісператор

Відразу після народження Агріппи Постума Август знайшов третього чоловіка для дочки. Ним став усиновлений Августом син Лівії від першого шлюбу — Тиберій.
Шлюб був укладений в 11 році до н. е. З самого початку він був приречений на невдачу, оскільки Тіберій не міг забути свою першу дружину. Одного разу побачивши Віпсанію на ношах, вже через багато часу після розлучення, він став похмурий і дуже засмутив своєю поведінкою Августа. Тому Віпсанії було наказано покинути Рим.
Спочатку шлюб вважався вдалим, проте незабаром відносини між подружжям погіршилися — дитина Юлії від Тиберія померла невдовзі після народження, що призвело до остаточного охолодження. Тиберій був невисокої думки про розумові здібності Юлії, а та, зі свого боку, зневажала чоловіка за його характер, вважала його вискочкою, негідним її. Нехтуючи чоловіком, Юлія мала безліч коханців і не приховувала своїх стосунків з ними. Один з них — Семпроній Гракх — спонукав її написати Августу лист з нападками на Тіберія. Цими листами багато років по тому Лівія Друзилла змусила Тіберія, вже імператора, покинути Рим і майже два роки провести на Капрі. Це, а також відсутність можливості звинуватити дружину або розлучитися з нею, але не бажаючи терпіти її поведінку, Тиберій був змушений у 6 році до н. е. покинути Рим і виїхати в добровільне заслання на Родос.

## Обвинувачення
Юлія, залишивши Тіберія, відчулася вільно. Як матір двох прийомних дітей Августа, оголошених його спадкоємцями (Гая і Луція Цезарів), вона була впевнена у своєму майбутньому.
Романи Юлії були на слуху в Римі. Її постійним коханцем був усе той же Семпроній Гракх, а також Юл Антоній, син Марка Антонія. Описують, що вона брала участь у нічних оргіях на римському форумі. Ходили чутки, що вона також обдаровує своїми ласками багатьох інших чоловіків з різних фамілій.
Юлія ж продовжувала вести розпусний спосіб життя. За деякими повідомленнями, Юлію також звинувачували у замаху на вбивство, адже її коханець Юл Антоній готував заколот і вбивство Августа. Юлію також звинувачували у замаху на вбивство. За останній злочин її чекала жорстока кара — за римськими законами, батьковбивцю зашивали в мішок з собакою, змією та півнем і скидали в Тибр.

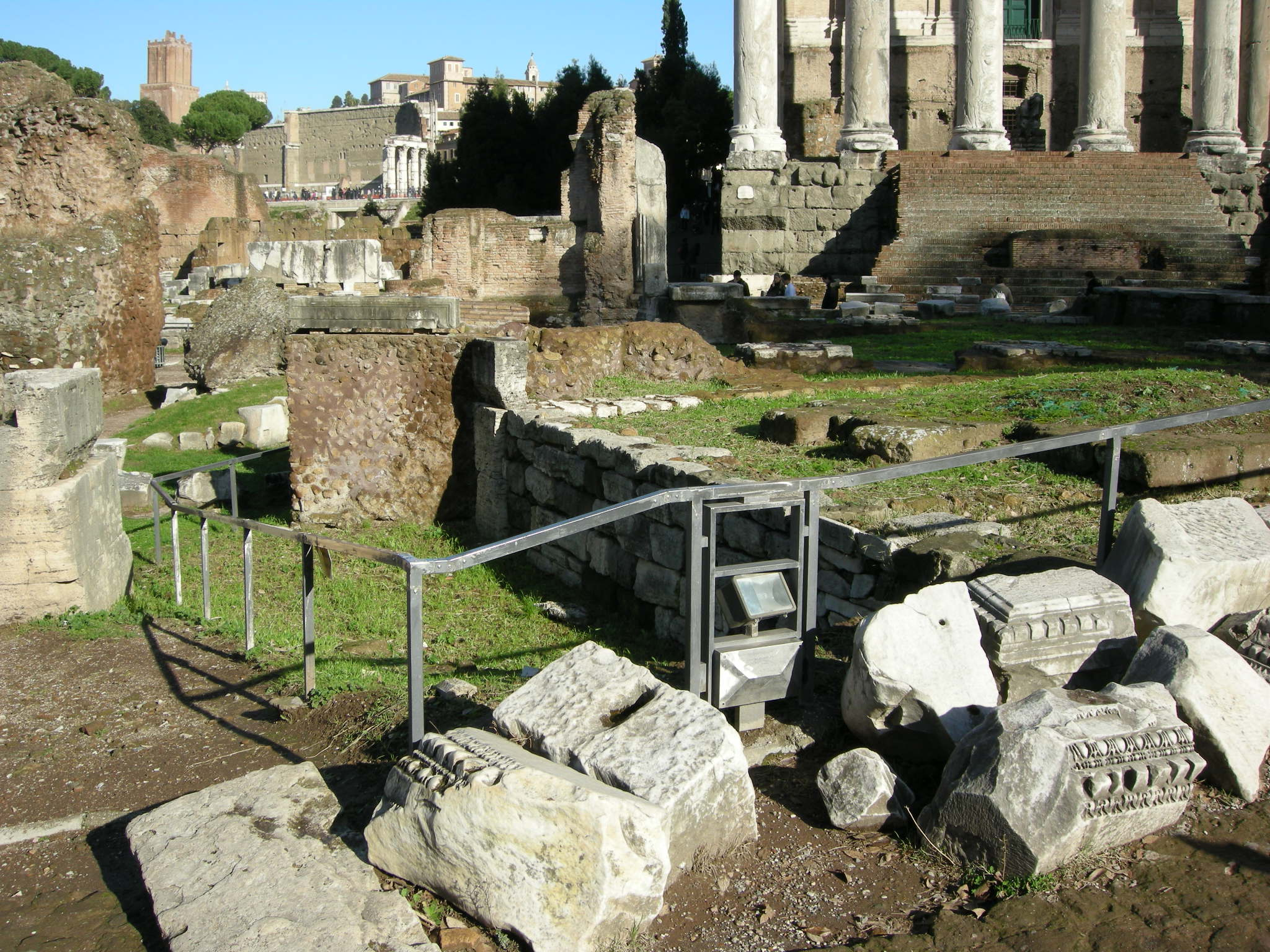
Руїни Регії

Протягом декількох років імператор Август відмовлявся цьому вірити, але у 2 році до н. е. він отримав вичерпні докази провини Юлії, дав їй розлучення від імені Тіберія та відправив у заслання на о. Пандатерію. Заслані або страчені були також її коханці. Зокрема Юл Антоній, Семпроній Гракх, Квінкцій Криспін, Аппій Клавдій, Сципіон та інші. Мати Юлії — Скрибонія — добровільно супроводжувала її у заслання. Август розпорядився суворо охороняти свою доньку й не надавати їй жодних зручностей, надалі відхиляв будь-які прохання про помилування.
Лише у 3 році н. е. погодився перевести Юлію з острова на материк — у м. Регій. Згодом Авдасій і Епікад, особи низького походження, склали змову з метою звільнення Юлії та її сина Агріппи (також був у засланні), однак були викриті. Август залишив своїй доньці невелике майно та виплачував щорічне утримання, проте не згадав про нього у заповіті, а лише заборонив ховати її у своєму мавзолеї. Відповідно до цього, після смерті Августа в 14 році новий принцепс Тіберій позбавив Юлію майна та раніше виплачуваних грошей, а також заборонив їй виходити з будинку і зустрічатися з людьми.

## Останні роки життя
Після смерті Августа в 14 році до н. е. Тиберій, прийшовши до влади, сильно урізав кошти, відпущені на утримання ненависної йому Юлії. Незабаром після батька вона померла в Регії від виснаження. За іншою версією, вона померла від горя, дізнавшись про смерть свого останнього сина, Агріппи Постума.

## Після смерті
Онук Юлії Калігула, незадоволений своїм походженням від незнатного плебея Агріппи, заявив, що його мати Агрипіна народилася від зв'язку Юлії зі власним батьком, імператором Августом.
У давніх письменників Юлія зазвичай згадується у зв'язку з її розпусною поведінкою:
- у Веллея Патеркула вона «загрузла в розпусті й похоті». Серед її коханців згадуються Квінкцій Криспін, Аппій Клавдій Пульхр, Корнелій Сципіон.

- у Сенеки Юлія — «перелюбниця, впущених в стадо».

- Діон Кассій згадує «бенкети й пияцтво на форумі й навіть на рострах».

- Макробій вказує, що Юлія була однаково відома за свою красу, розум і ганебну поведінку, а також дотепна і гостра на язик. Він пише, що, коли якось її запитали про те, як їй вдається мати дітей тільки від чоловіка, незважаючи на її таємні пригоди, вона розсміялася і відповіла, що бере пасажирів на борт тільки тоді, коли в човні вже хтось є. Але більшість істориків вважають цей епізод вигаданим